# Ikhtiyor Navruzov
Ikhtiyor Navruzov, född den 5 juli 1989 i Buxoro, är en uzbekisk brottare.
Han tog OS-brons i weltervikt i samband med de olympiska tävlingarna i brottning 2016 i Rio de Janeiro.